# Tinodes voriseki
Tinodes voriseki là một loài Trichoptera trong họ Psychomyiidae. Chúng phân bố ở miền Cổ bắc.